# Junípero Serra
Juniper Serra (Petra, 1713. november 24. – Monterey, San Carlos misszió, 1784 . augusztus 28.) spanyol katolikus pap, ferences szerzetes, misszionárius, San Francisco alapítója; a katolikus egyház szentje.

## Élete
Miquel Josep Serra i Ferrer 1713-ban született a Spanyolországhoz tartozó Mallorcán, szegény családban. 1730. november 14-én lépett be a ferences rendbe, ekkor kapta szerzetesi névként Isten szolgája Juniper ferences testvér után a Juniper nevet. Tanulmányait kiválóan végezte el, filozófiai doktorátust szerzett. Ezután filozófiát oktatott a Lullian Egyetemen, Palma de Mallorcán.
1749-ben elöljárói engedélyével misszionárius lett. Először Mexikóban dolgozott, majd amikor 1767-ben a jezsuitákat elküldték Spanyol Birodalomból, őt küldték északra, hogy vegye át a volt jezsuita missziókat Kaliforniában. Alsó-Kaliforniában (Baja California) alapított missziós telepet, majd kilenc másik missziót az akkori Felső-Kalifornia (Alta California) területén, San Diegótól San Franciscóig, melyek abban az időben Új-Spanyolország Las Californias nevű részéhez tartoztak. San Diegót, Kalifornia első települését Junípero Serra és ferences rendtársai alapították 1769-ben. Fontosnak tartotta az őslakosok misszionálását. Több missziós utat tartott, olyan területeken is, melyek addig felfedezetlenek voltak. Jelmondatához egész életében hűséges volt: "Csak előre, mindig előre, sohasem hátra!"
1776. szeptember 17-én megalapította San Francisco városát. Nem messze a várostól, Monterey-ben halt meg 1784. augusztus 28-án.

## Tevékenységével kapcsolatosan felmerült viták
Juniper Serra bizonyos szempontból szimbolikus alakká vált. Jelképezi a ferences missziót, a katolikus egyház kezdeteit Kaliforniában, az őslakosok és a spanyol gyarmatosítók viszonyát. Emiatt az 1980-as években a boldoggá avatásával kapcsolatosan ellenvélemények is megfogalmazódtak. A fő ellenvetés szerint Serra kanonizálása egyúttal az egész amerikai missziós rendszer elismerését jelenti annak minden árnyoldalával egyetemben. Másrészről úgy tűnhet, hogy a szentté avatással az egyház tisztára akarja mosni a szerepét, amelyet a spanyol gyarmatosításban, valamint az őslakosok gyakorlatilag kiirtásával kapcsolatosan játszott.
Ellenérvként felhozható, hogy maga az őslakosok kiirtása Juniper halála után száz évvel történt, valamint, hogy a kor gyakorlatának megfelelően művelte a hittérítést, azzal, hogy az őslakosokhoz való hozzáállása alapvetően atyáskodó volt. Ahogyan az Európából jött hittérítők mind, ő is gyermekként tekintett a bennszülött amerikaiakra, akiket segíteni, gondozni, tanítani, és olykor büntetni kell.

## Kanonizációja
Juniper Serra tisztelete hamar elterjedt Kaliforniában, s ez a tisztelet fenn is maradt a mai napig. Szobra a washingtoni Capitoliumban is áll.  Boldoggá avatása viszont csak 1988-ban történt meg, II. János Pál pápa által. Ferenc pápa Egyesült államokbeli lelkipásztori útján Washington D.C.-ben 2015. szeptember 23-án avatta szentté.

## Kritika
Amerikai iskolások nemzedékeit tanították arra, hogy Junípero Serra atyára, mint Kalifornia jóindulatú alapító atyjára gondoljanak, egy alázatos ferences szerzetesre, aki egy kényelmes és bőséges életet hagyott hátra Mallorca szigetén, hogy az Újvilág legtávolabbi részeire utazzon és megvédje a bennszülötteket a spanyol császári hadsereg visszaéléseitől. Ebből a rózsaszínű szemüvegen át szemlélt történetből nem derül ki, hogy az indián bennszülöttekkel milyen brutálisan bántak, megverték és kényszermunkára kényszerítették őket, és olyan betegségekkel fertőzték meg őket, amelyekkel szemben nem voltak ellenállóak. A misszióba bevitt indiánok többé nem hagyhatták el a területet és ha megpróbálták, megbilincselték és súlyosan megverték őket.
A kritikusok szerint Serra erőszakkal térítette őket át a kereszténységre.
A mai amerikai őslakosok kifogásolták a katolikus egyház általi szentté avatását, mert állításuk szerint Serra „jóváhagyta a bennszülött indiánok megkínzását és rabszolgasorba ejtését” a vallási és katonai létesítményként is szolgáló missziókon.
A szentté avatása után a róla készült kaliforniai szobrokat többször is megrongálták.

## Fordítás
- Ez a szócikk részben vagy egészben  a   Junípero Serra című angol Wikipédia-szócikk fordításán alapul.  Az eredeti cikk szerkesztőit annak laptörténete sorolja fel. Ez a jelzés csupán a megfogalmazás eredetét és a szerzői jogokat jelzi, nem szolgál a cikkben szereplő információk forrásmegjelöléseként.